# VI. Henrik angol király
VI. Henrik angol király (Windsori kastély, 1421. december 6. – London, 1471. május 21/22.), V. Henrik angol király és Valois Katalin egyetlen fia. Angliában kétszer is megfosztották trónjától. Uralkodása alatt tört ki a rózsák háborúja, és Calais kivételével Anglia elvesztette franciaországi birtokait. VI. Henrik mentálisan beteg volt.

## Élete
Csak egyéves volt, amikor apja, V. Henrik meghalt. Kiskorúsága idején, Jeanne d’Arc fellépése következtében, veszítették el az angolok  franciaországi hódításaikat, amelyekből csak Calais maradt meg. Henriket gyámjai, Bedford hercege, Gloucester hercege és a winchesteri püspök erélytelen bábnak nevelték.
1445. április 23-án feleségül vette a mindössze 15 esztendős Anjou Margit francia hercegnőt, I. René nápolyi király és I. Izabella lotaringiai hercegnő gyermekét. Margit nagybátyja VII. Károly francia király volt, aki politikai okokból egyezett bele unokahúga és régi ellenfele, az angol uralkodó frigyébe.
1453. október 13-án megszületett a királyi pár egyetlen gyermeke, Westminsteri Eduárd herceg. A trónörökös "érkezése" miatt Plantagenet Richárd yorki herceg, aki addig a korona várományosa volt, fellépett a király ellen. Ebből bontakozott ki a York-ház és a Lancaster-dinasztia elhúzódó csatája az uralomért, a rózsák háborúja.
1455-ben VI. Henrik fogságba esett, miután elvesztette az első Saint Albans-i csatát York hercege ellenében. Margit ekkor ellentámadásba lendült, és megkérte Henrik féltestvérét, Jasper Tudort, hogy támogassa a király kiszabadítását. 1461. február 17-én a királypártiak győzelmet arattak a második Saint Albans-i csatában, és VI. Henrik kiszabadult. 1470-ben egy rövid időre ismét visszaszerezte a trónt, de ellenfele, IV. Eduárd a Towerbe záratta, ahol 1471. május 21-én meghalt. Először Chertseyben, a Szent Péternek szentelt apátságban temették el. Végső nyughelye 1485 óta a windsori kastélyban, a Szent György-kápolnában van.

### Betegsége
VI. Henriket gyengeelméjűként jegyezte fel a történelemírás. A történészek szerint valószínűleg örökölte anyai nagyapja, VI. Károly francia király elmebetegségét. Henrik betegsége teljes bénultságban nyilvánult meg. 1453-ban az amúgy is törékeny lelki egyensúlyú uralkodó idegösszeomlást kapott a clarendoni királyi vadászlakban, és 18 hónapon át nem tudott megszólalni és nem volt képes végtagjait mozgatni. Elképzelhető, hogy katatón skizofréniája volt.

## A halála utáni kultusz
VI. Henrik uralkodása hiába volt katasztrofális, a halála után a nép szentként kezdte tisztelni őt. A királyi udvarban káplánként szolgáló karthauzi szerzetes, Blacman Henrik, a király állhatatosságát, egyszerűségét és szexuális puritanizmusát tartotta fontosnak, és soha nem említette, hogy VI. Henrik elmebeteg lett volna. Elterjedt a nép között, hogy a király pestisben elhunyt embereket hozott vissza az életbe, és gyermekeket támasztott fel.

## Az irodalomban
- William Shakespeare írt egy dráma trilógiát VI. Henrik címmel.

## Fordítás
Ez a szócikk részben vagy egészben  a   Henry VI Anglia című angol Wikipédia-szócikk fordításán alapul.  Az eredeti cikk szerkesztőit annak laptörténete sorolja fel. Ez a jelzés csupán a megfogalmazás eredetét és a szerzői jogokat jelzi, nem szolgál a cikkben szereplő információk forrásmegjelöléseként.
| Előző uralkodó: V. Henrik | Anglia királya 1422 – 1461 | Következő uralkodó: IV. Eduárd |

| Előző uralkodó: IV. Eduárd | Anglia királya 1470 – 1471 | Következő uralkodó: IV. Eduárd |